# フース・ヒディンク
フース・ヒディンク（Guus Hiddink、1946年11月8日 - ）は、オランダ・ヘルダーラント州オウデ・アイセルストレーク出身の元サッカー選手。サッカー指導者。現役時代のポジションはミッドフィールダー。

## 経歴

### 現役時代
現役時代はデ・フラーフスハップ、PSVアイントホーフェン、NECナイメヘン、NASLでプレーし、特にデ・フラーフスハップでは中盤の要としてチーム初のエールディヴィジ昇格に貢献、地元サポーターから最も信頼を集める選手だった。現役のプロサッカー選手をしながらも、体育教師になろうと専門学校にも通っていた。晴れて体育教師の資格をとった後、不良生徒や精神的に問題のある生徒がいる特殊学級の担当をプロサッカー選手との兼任で10年余りしていた。

### PSVアイントホーフェン
1982年に現役引退し、その後、指導者としてのキャリアをスタートさせた。1984年からPSVアイントホーフェンのアシスタントコーチに就任する。1986-87シーズンの途中にチームの不振から監督が辞任し、臨時として監督に昇格。低迷していたチームをリーグ優勝に導き、この功績が評価され正式に監督に就任することになった。この年を含むリーグ3連覇と共に、1988年にはUEFAチャンピオンズカップを優勝し、トレブルを達成した。

### オランダ代表
フェネルバフチェ、バレンシアの監督を務めた後、1995年に母国オランダ代表監督に就任。UEFA EURO '96ではベスト8、98フランスW杯では4位になった。

### レアル・マドリードとレアル・ベティス
1998年の夏からレアル・マドリードの監督を務めたがトヨタカップを獲得したのみであり、フロント関係者との対立で1シーズンでチームを去った。その後、1999-2000シーズン途中の2000年2月に不振だったレアル・ベティスの監督となったが、チームを残留させることが出来ず2部降格となり解任された。

### 韓国代表
スペインでの監督業を終えた後、2000年に2002 FIFAワールドカップでの躍進を狙っていた韓国代表に招かれ、2001年1月に監督に就任。ポルトガル、イタリア、スペインといった強豪国を相手に勝利し、4位を達成した。韓国では功績から準々決勝でスペインを破ったスタジアムである光州ワールドカップ競技場の名称を「フース・ヒディンク・スタジアム」と名称変更が検討されるほどであり、また名誉国民賞を授与された。

### PSV復帰とオーストラリア代表
2002年からPSVの監督に復帰。韓国代表の監督時代に出会った朴智星を獲得するなどし、4年間でリーグ優勝3回、チャンピオンズリーグベスト4といった成績を残した。2005年7月からはオーストラリア代表監督を兼任。大陸間プレーオフでウルグアイを破って、オーストラリアは32年ぶりにW杯出場を果たした（詳細はサッカーオーストラリア代表#32年ぶりの本大会出場を参照）。本大会では当時、ジーコ率いる日本代表に勝利を収め、オーストラリア史上初めてのベスト16入りを果たした。以降オーストラリア代表は毎回W杯に出場する常連国になっている。

### ロシア代表・チェルシー
2006年にPSVの監督を退任後、ロシア代表監督に就任。EURO2008予選では終盤にイングランドと本大会出場を争い、見事に最終節で逆転して本大会出場を決めた。EURO2008本大会では、前評判の低さを覆してロシア代表にとって20年ぶりとなるベスト4に導いた。特に決勝トーナメント1回戦では、グループリーグでイタリア、フランスに大差をつけて勝利していた優勝候補オランダを延長戦の末3-1で破っている。
また2008-09シーズンの途中、当時不振に喘いでいたチェルシーFCの監督にシーズン終了までの期間限定で就任（ロシア代表との兼務）。チームを立て直し、FAカップ優勝等をもたらしている。
2010 FIFAワールドカップ欧州予選では、グループリーグでドイツに次いで2位となった結果プレーオフに回り、スロベニアと対戦。「戦力的には優位」との下馬評通り、ホームでは2-1と勝利するが、アウェイゴールを許した。それが大きく響き、敵地に乗り込み臨んだ試合では0-1で敗れ、勝ち数・合計得点で並ばれることとなりアウェイゴールの差で本大会出場を逃した。

### トルコ代表
ロシア代表のプレーオフ敗退後、2010年6月末までのロシアサッカー連合との契約を延長せずに、トルコサッカー連盟と2年の契約を結んだ（さらに2年間の延長オプションを含む）。同年8月1日からトルコ代表監督に就任することが決まった。なお、ロシアのメディアによればトルコ代表監督としての年俸は375万ユーロ（約4億6700万円）で、ロシア代表監督時代の年俸の700万ユーロ（約8億7170万円）から半減したという。2011年11月15日にEURO2012予選プレーオフ敗退によって退任した。

### アンジ・マハチカラ
2012年2月17日にロシアサッカー・プレミアリーグのFCアンジ・マハチカラ監督に、年俸830万ユーロ（約8億7643万円）で就任。クラブの副会長も兼務する。2012年11月28日、2012-13のロシア・プレミアリーグ（2013年5月19日が最終節）終了とともに、監督業を引退すると母国オランダの新聞で表明したが、2013年6月11日、契約を1年間延長した。アンジ・マハチカラが財政支出を削減するのにともない、2013年7月22日、突如退任。

### オランダ代表復帰
ルイ・ファン・ハールが2014年ワールドカップで退任する後の代表監督を探していたオランダサッカー連盟（KNVB）はフェイエノールトとの契約を終えるロナルド・クーマンを後任に立てると見られていたが、すでに一線を退いていたと思われたヒディンクが突如立候補。KNVBのディレクター ベルト・ファン・オーストフェーンがクーマンに「2年間ヒディンクのアシスタントを務めてその後代表監督を引き継ぐ」とのオファーを出すも断られる。2014年3月28日、ヒディンクが2014 FIFAワールドカップ後にオランダ代表監督に16年ぶりに復帰することが決定。契約期間は2年でEURO 2016後はアシスタントコーチのダニー・ブリントが指揮を執ることも決定した。だがユーロ予選で思うように結果を出せず、チーム作りも進まなかったことで2015年6月29日にKNVBと双方合意の上で契約を解除したと発表した。ヒディンクは退任について、後日「話し合いと呼べるものではなく、一方的な通告だった」と事実上の解任だったと語っている。

### チェルシー暫定監督
ジョゼ・モウリーニョ監督解任による後任として、2015-16シーズン終了までチェルシーの暫定監督に就任することが2015年12月19日発表された。2008-09シーズンに続き、2度目の就任となる。

### U-21中国代表監督
チェルシーFCの暫定監督を2016年5月16日で退任。その後北朝鮮代表のディレクター職に就いていたが、2018年9月9日にU-21中国代表監督に就任した旨発表があった。目標は2020年の東京オリンピック出場と本戦での好成績。この契約は年間400万ユーロ（約5億1200万円）が支払われると中国一部メディアでは報道されている。

## 人物
8人家族で6人兄弟の3男。父親は市役所の職員や教師をしていた地元の名士であり、父親が校長を務めている小学校にフースも通っていた。また父親はナチス・ドイツへのレジスタンス運動に加わっていた頃もあった。母親も人望を集める人物だったという。少年期は学校の午後の授業をサボる等、問題児であった。スポーツ教育大学に通っていた頃の友人に、後にアヤックス・アムステルダムやレアル・マドリードの監督を務めたレオ・ベーンハッカーがいる。
韓国でのW杯4位、欧州の中では決して強豪とはいえないPSVを率いてのUEFAチャンピオンズカップ優勝、2度目のPSV就任時のUEFAチャンピオンズリーグベスト4進出（2004-05シーズン）、オーストラリア代表でのW杯出場権獲得とベスト16進出、EURO2008でのロシア代表のベスト4進出など、比較的戦力の劣るチームを躍進させた手腕と、オランダ、韓国、オーストラリア、ロシアといった言語も文化も人種も違う国に溶け込みチームをまとめる手腕は「ヒディンク・マジック」と呼ばれている。
不良生徒や精神的に問題のある生徒がいる特殊学級を担当していた経験から人心掌握術にも長けており、PSV時代に指導したロマーリオ、韓国代表を指揮した当時のメンバーだった安貞桓や朴智星を始めとする韓国代表の選手達、チェルシーの選手達から多大な支持を集めている。
オランダ代表でヒディンクのもとプレーしたフランク・デ・ブールは、2014年5月にルイ・ファン・ハールとヒディンクを比較し、「指導者としてはルイから、マネージャーとしてはヒディンクから学べることができたが、ルイのほうが遙かに優秀な監督だと思う。1998年にヒディンクから戦術について指導された記憶は思い出せない。しかし我々は彼のためなら火の中も進んだ」と戦術眼に優れたファン･ハールに対し、ヒディンクの長所が人心掌握術にあると語っている。
オランダ代表監督として就任から最初の5試合で4敗しているのはヒディンクだけ。1995年、2014年ともに5試合で1勝4敗。
1994年、Jリーグ・名古屋グランパスエイトの監督候補となり、同年10月29日にはベルマーレ平塚戦を視察するなどしたが、
その後にオランダ代表から監督就任のオファーが来た為、立ち消えとなった。ヒディンクの代わりとして、アーセン・ベンゲルが名古屋の監督に就任した。

## 監督成績
| クラブ                | 就任           | 退任           | 記録 | 記録 | 記録 | 記録 | 記録  | 記録 | 記録   | 記録   |
| クラブ                | 就任           | 退任           | 試合 | 勝   | 分   | 負   | 得点  | 失点 | 得失点 | 勝率 % |
| --------------------- | -------------- | -------------- | ---- | ---- | ---- | ---- | ----- | ---- | ------ | ------ |
| PSVアイントホーフェン | 1987年3月16日  | 1990年6月30日  | 153  | 104  | 28   | 21   | 401   | 137  | +264   | 067.97 |
| フェネルバフチェ      | 1990年7月1日   | 1991年6月30日  | 37   | 15   | 9    | 13   | 65    | 66   | −1     | 040.54 |
| バレンシア            | 1991年7月1日   | 1993年11月30日 | 112  | 56   | 26   | 30   | 189   | 121  | +68    | 050.00 |
| バレンシア            | 1994年3月26日  | 1994年6月30日  | 8    | 3    | 3    | 2    | 16    | 8    | +8     | 037.50 |
| オランダ              | 1995年1月1日   | 1998年7月12日  | 39   | 22   | 8    | 9    | 82    | 31   | +51    | 056.41 |
| レアル・マドリードCF  | 1998年7月10日  | 1999年2月24日  | 34   | 20   | 4    | 10   | 74    | 47   | +27    | 058.82 |
| レアル・ベティス      | 2000年2月1日   | 2000年5月31日  | 16   | 3    | 6    | 7    | 13    | 22   | −9     | 018.75 |
| 韓国                  | 2000年11月28日 | 2002年7月8日   | 38   | 14   | 13   | 11   | 45    | 43   | +2     | 036.84 |
| PSVアイントホーフェン | 2002年8月1日   | 2006年6月30日  | 192  | 128  | 35   | 29   | 423   | 153  | +270   | 066.67 |
| オーストラリア        | 2005年7月22日  | 2006年7月9日   | 13   | 8    | 2    | 3    | 28    | 11   | +17    | 061.54 |
| ロシア                | 2006年7月10日  | 2010年6月30日  | 39   | 22   | 7    | 10   | 66    | 34   | +32    | 056.41 |
| チェルシー            | 2009年2月16日  | 2009年5月31日  | 22   | 16   | 5    | 1    | 41    | 19   | +22    | 072.73 |
| トルコ                | 2010年8月1日   | 2011年11月16日 | 16   | 7    | 4    | 5    | 18    | 15   | +3     | 043.75 |
| アンジ・マハチカラ    | 2012年2月17日  | 2013年7月22日  | 62   | 33   | 15   | 14   | 89    | 52   | +37    | 053.23 |
| オランダ              | 2014年8月1日   | 2015年6月30日  | 10   | 4    | 1    | 5    | 20    | 15   | +5     | 040.00 |
| チェルシー            | 2015年12月19日 | 2016年5月15日  | 27   | 10   | 11   | 6    | 53    | 34   | +19    | 037.04 |
| 合計                  | 合計           | 合計           | 815  | 463  | 176  | 176  | 1,619 | 807  | —      | 056.81 |

## 戦績・獲得タイトル
- PSVアイントホーフェン
  - オランダリーグ1部優勝 3回（1986-87,1987-88,1988-89）
  - KNVBカップ優勝 3回（1987-88,1988-89,1989-90）
  - UEFAチャンピオンズカップ優勝 1回（1987-88）
- オランダ代表
  - EURO1996 ベスト8
  - フランスW杯 4位
- レアル・マドリード
  - トヨタカップ優勝　1回（1998年）
- 韓国代表
  - 2002 CONCACAFゴールドカップ 4位
  - 日韓W杯 4位
- PSVアイントホーフェン
  - オランダリーグ1部優勝 3回（2002-03、2004-05、2005-06）
  - KNVBカップ優勝 1回（2004-05）
  - UEFAチャンピオンズリーグ ベスト4（2004-05）
- オーストラリア代表
  - ドイツW杯 ベスト16
- ロシア代表
  - EURO2008 ベスト4
- チェルシーFC
  - FAカップ優勝

## スキャンダル
自身の韓国代表監督時の広告収入や印税を過少申告し、またアイントホーフェン監督時に、ベルギーに自宅を購入したことを伏せてベルギーに住んでいるように見せ掛けてオランダ当局への税金を逃れるなどして2億円以上の脱税を行った容疑でオランダ検察から起訴され、日本時間2007年2月28日、罰金約4万5000ユーロ（710万円）と禁錮刑（執行猶予）の有罪判決が下った。

## 著書
- フース・ヒディンク『ヒディンク自伝　韓国を変えた男』菅野朋子 訳、文藝春秋、2003年5月30日。ISBN 4-16-365090-3。 - 原タイトル：My way。